# Кулаков Олексій Геннадійович

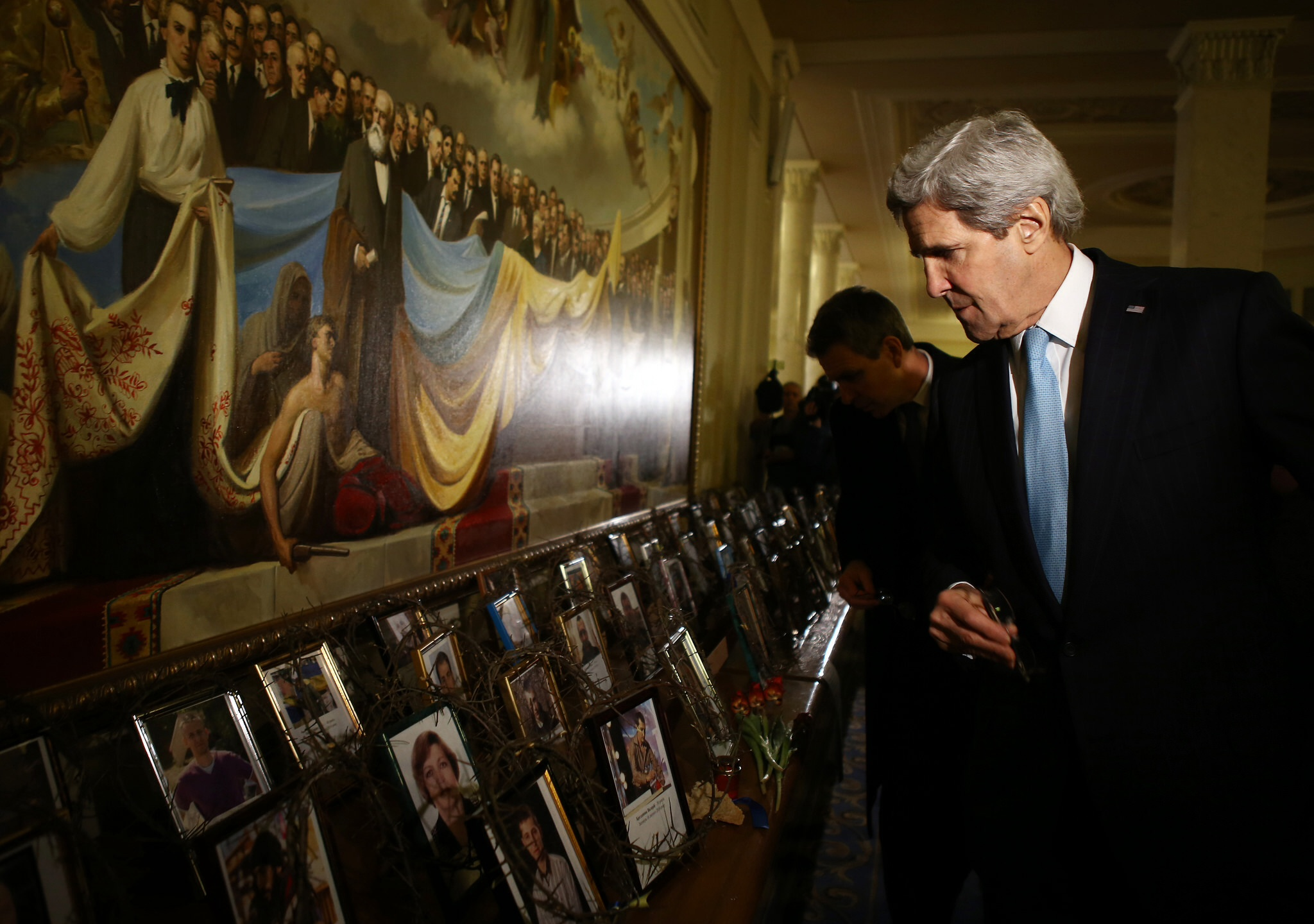
Джон Керрі розглядає фото загиблих на Майдані перед картиною «Державотворення».

Олексій Геннадійович Кулаков (нар. 8 червня 1967) — український художник, член НСХУ.

## Життєпис
Народився у Харкові. Закінчивши місцеві профільні навчальні заклади — художню школу N2 та ХДХУ (1986), був призваний до лав ЗС СРСР (1986—1988). Після демобілізації повернувся до живопису, від 1993-го постійний учасник всеукраїнських та міжнародних виставок. 1995-го закінчив факультет станкового живопису ХДАДМ, серед викладачів були зокрема Адольф Константинопольський та Олександр Хмельницький. По закінченні два роки працював при виші викладачем академічного живопису. Від 1999-го член НСХУ. Від 2000-го, разом із дружиною Наталією Папірною, працював над твором «Державотворення» котрий було розміщено у будинку ВРУ. Від 2003 року отримав звання «Заслуженого художника». 2006-8 працював над спільним україно-польським проектом копіювання картини «Битва під Грюнвальдом», брав участь у розписі композиції «Правосуддя» центральної зали ВСУ. У 2010—2011 рр. на замовлення мінкульту Македонії працював над створенням полотен для столичних музеїв. Лауреат та переможець ряду фестивалів і виставок.
Витвори Олексія Кулакова зберігаються у НЮУ ім. Ярослава Мудрого, ДІКЗ «Слово о полку Ігоревім» та інших фондах і приватних колекціях.

## Твори
- «Запорозький суд» (1996)
- «Слово про князя Ігоря» (1999)
- «Кумири» (2000)
- «Державотворення» (2001)
- «Любов, Влада і Сила» (2004)
- «Відродження» (2008)
- «Сакура» (2009)
- «Вершниці» (2009)
- «Битва на Мечкиному камені» (2010)
- «Голова Лазара Трайкова» (2010)

та інші.